# Randy Bucyk
Randolph Richard „Randy“ Bucyk (* 9. November 1962 in Edmonton, Alberta) ist ein ehemaliger kanadischer Eishockeyspieler, der im Verlauf seiner aktiven Karriere zwischen 1980 und 1991 unter anderem 486 Spiele in der American Hockey League (AHL) und International Hockey League (IHL) auf der Position des Centers bestritten hat. Zudem absolvierte Bucyk, dessen Onkel Johnny Bucyk ebenfalls professioneller Eishockeyspieler war, weitere 21 Spiele für die Canadiens de Montréal und Calgary Flames in der National Hockey League (NHL).

## Karriere
Bucyk besuchte ab dem Sommer 1980 die Northeastern University, wo er vier Jahre lang einem Studium in den Vereinigten Staaten nachging. Parallel war der Kanadier für die Universitätsmannschaft in der ECAC Hockey, einer Division im Spielbetrieb der National Collegiate Athletic Association (NCAA), aktiv. In den vier Jahren sammelte der Mittelstürmer in 116 Einsätzen insgesamt 117 Scorerpunkte.
Nachdem Bucyk während seiner Collegezeit ungedraftet geblieben war, wurde er im Sommer 1984 als Free Agent von den Canadiens de Sherbrooke aus der American Hockey League (AHL) unter Vertrag genommen. Er überzeugte dort bereits in seiner Rookiesaison, in der er mit der Mannschaft den Calder Cup gewann, und erhielt im Januar 1986 schließlich einen weiterführenden Vertrag bei Sherbrookes Kooperationspartner, die Canadiens de Montréal, aus der National Hockey League (NHL). Im restlichen Saisonverlauf kam der Angreifer dort zu 19 Einsätzen, davon zwei in den Stanley-Cup-Playoffs 1986, in deren Verlauf die Canadiens den Stanley Cup gewannen. In der folgenden Spielzeit lief Bucyk wieder ausschließlich für die Canadiens de Sherbrooke auf und in der Folge wurde sein auslaufender Vertrag über die Spielzeit 1986/87 hinaus nicht verlängert. Der Kanadier erhielt daraufhin Ende Juni 1987 als Free Agent einen Vertrag bei den Calgary Flames. Die Flames setzten Bucyk in den folgenden vier Spielzeiten vornehmlich in der International Hockey League (IHL) bei ihrem Farmteam, den Salt Lake Golden Eagles, ein. Lediglich in der Spielzeit 1987/88 kam der Offensivspieler im Trikot der Calgary Flames zu zwei weiteren NHL-Einsätzen, während er im selben Spieljahr mit Salt Lake den Turner Cup gewann. Nach der Saison 1990/91 beendete der 29-Jährige nach sieben Profijahren seine aktive Karriere.

## Erfolge und Auszeichnungen
- 1985 Calder-Cup-Gewinn mit den Canadiens de Sherbrooke
- 1988 Turner-Cup-Gewinn mit den Salt Lake Golden Eagles

## Karrierestatistik
(Legende zur Spielerstatistik: Sp oder GP = absolvierte Spiele; T oder G = erzielte Tore; V oder A = erzielte Assists; Pkt oder Pts = erzielte Scorerpunkte; SM oder PIM = erhaltene Strafminuten; +/− = Plus/Minus-Bilanz; PP = erzielte Überzahltore; SH = erzielte Unterzahltore; GW = erzielte Siegtore; 1 Play-downs/Relegation; Kursiv: Statistik nicht vollständig)